# Mahamud
Mahamud település Spanyolországban, Burgos tartományban.  Lakosainak száma 105 fő (2024).

## Népesség
A település népessége az utóbbi években az alábbiak szerint változott:
| Lakosok száma | 175  | 159  | 153  | 146  | 143  | 121  | 116  | 109  | 111  | 105  |
|               | 2001 | 2004 | 2006 | 2009 | 2011 | 2014 | 2016 | 2019 | 2021 | 2024 |